# Bohaskaia monodontoides
Bohaskaia monodontoides (лат.) — вид вымерших китообразных из семейства нарваловых, живший от 5,332 до 3,6 миллионов лет назад в плиоцене. Единственный вид монотипического рода. Ископаемые этого вида найдены на территории США в штатах Северная Каролина и Виргиния.
Родовое название присвоено в честь американского палеонтолога David J. Bohaska, специалиста по третичным морским млекопитающим центральной части атлантического побережья Северной Америки.